# Vectơ hàng và cột
Trong đại số tuyến tính, một vectơ cột hay ma trận cột là một ma trận cỡ m × 1, tức là ma trận chỉ gồm một cột đơn gồm m phần tử,
{\displaystyle {\boldsymbol {x}}={\begin{bmatrix}x_{1}\\x_{2}\\\vdots \\x_{m}\end{bmatrix}}\,.}
Tương tự, một vectơ hàng hay ma trận hàng là một ma trận 1 × m, tức là ma trận chỉ gồm một một hàng đơn gồm m phần tử
{\displaystyle {\boldsymbol {x}}={\begin{bmatrix}x_{1}&x_{2}&\dots &x_{m}\end{bmatrix}}\,.}
Ta ký hiệu chữ đậm để thể hiện các vectơ hàng và vectơ cột. Chuyển vị (ký hiệu bởi T mũ) của một vectơ hàng là một là một vectơ cột
{\displaystyle {\begin{bmatrix}x_{1}\;x_{2}\;\dots \;x_{m}\end{bmatrix}}^{\rm {T}}={\begin{bmatrix}x_{1}\\x_{2}\\\vdots \\x_{m}\end{bmatrix}}\,,}
và tương tự như vậy, chuyển vị của một vectơ cột là một vectơ hàng
{\displaystyle {\begin{bmatrix}x_{1}\\x_{2}\\\vdots \\x_{m}\end{bmatrix}}^{\rm {T}}={\begin{bmatrix}x_{1}\;x_{2}\;\dots \;x_{m}\end{bmatrix}}\,.}
Tập hợp các vectơ hàng tạo thành một không gian vectơ gọi là không gian hàng; tương tự, tập hợp các vectơ cột tạo thành một không gian vectơ gọi là không gian cột. Số chiều của các không gian hàng và cột tối đa bằng số phần tử trong vectơ hàng / vectơ cột.
Không gian cột có thể được coi là đối ngẫu với không gian hàng, vì một phiếm hàm tuyến tính bất kỳ trong không gian của các vectơ cột có thể được biểu diễn duy nhất dưới dạng tích trong với một vectơ hàng cụ thể.

## Cách ký hiệu
Để cho tiện khi cần phải viết vectơ cột trên cùng một dòng với văn bản khác, đôi khi chúng có thể được viết dưới dạng vectơ hàng với chuyển vị được áp dụng.
{\displaystyle {\boldsymbol {x}}={\begin{bmatrix}x_{1}\;x_{2}\;\dots \;x_{m}\end{bmatrix}}^{\rm {T}}}
hay
{\displaystyle {\boldsymbol {x}}={\begin{bmatrix}x_{1},x_{2},\dots ,x_{m}\end{bmatrix}}^{\rm {T}}}
Một số tác giả sử dụng quy ước viết cả vectơ cột và vectơ hàng dưới dạng hàng, nhưng để phân biệt, các phần tử của vectơ hàng được cách nhau bởi dấu phẩy còn các phần tử của vectơ cột được cách nhau bởi dấu chẩm phẩy (xem cách ký hiệu thay thế 2 ở bảng dưới). 
|                            | Vectơ hàng                                                                | Vectơ cột |
| -------------------------- | ------------------------------------------------------------------------- | --- |
| Ký hiệu ma trận tiêu chuẩn | {\displaystyle {\begin{bmatrix}x_{1}\;x_{2}\;\dots \;x_{m}\end{bmatrix}}} | {\displaystyle {\begin{bmatrix}x_{1}\\x_{2}\\\vdots \\x_{m}\end{bmatrix}}{\text{ or }}{\begin{bmatrix}x_{1}\;x_{2}\;\dots \;x_{m}\end{bmatrix}}^{\rm {T}}} |
| Ký hiệu thay thế 1         | {\displaystyle {\begin{bmatrix}x_{1},x_{2},\dots ,x_{m}\end{bmatrix}}}    | {\displaystyle {\begin{bmatrix}x_{1},x_{2},\dots ,x_{m}\end{bmatrix}}^{\rm {T}}}                                                                           |
| Ký hiệu thay thế 2         | {\displaystyle {\begin{bmatrix}x_{1},x_{2},\dots ,x_{m}\end{bmatrix}}}    | {\displaystyle {\begin{bmatrix}x_{1};x_{2};\dots ;x_{m}\end{bmatrix}}}                                                                                     |

## Phép toán
Phép nhân ma trận bao gồm việc nhân từng vectơ hàng của một ma trận với từng vectơ cột của ma trận kia.
Tích vô hướng của hai vectơ a và b là tương đương với tích ma trận khi vectơ hàng a nhân với vectơ cột b,
{\displaystyle \mathbf {a} \cdot \mathbf {b} =\mathbf {a} \mathbf {b} ^{\mathrm {T} }={\begin{bmatrix}a_{1}&a_{2}&a_{3}\end{bmatrix}}{\begin{bmatrix}b_{1}\\b_{2}\\b_{3}\end{bmatrix}}=a_{1}b_{1}+a_{2}b_{2}+a_{3}b_{3}\,,}
tích này cũng tương đương với tích ma trận khi b là vectơ hàng nhân với a là vectơ cột,
{\displaystyle \mathbf {b} \cdot \mathbf {a} =\mathbf {b} \mathbf {a} ^{\mathrm {T} }={\begin{bmatrix}b_{1}&b_{2}&b_{3}\end{bmatrix}}{\begin{bmatrix}a_{1}\\a_{2}\\a_{3}\end{bmatrix}}\,.}
Ngược lại, phép nhân ma trận của một vectơ cột với một vectơ hàng thì cho kết quả là tích ngoài của hai vectơ a và b, là ví dụ của khái niệm tích tenxơ tổng quát hơn. Nếu a là vectơ cột còn b là vectơ hàng, ta có ma trận tích khi a nhân với b là
{\displaystyle \mathbf {a} \otimes \mathbf {b} =\mathbf {a} ^{\mathrm {T} }\mathbf {b} ={\begin{bmatrix}a_{1}\\a_{2}\\a_{3}\end{bmatrix}}{\begin{bmatrix}b_{1}&b_{2}&b_{3}\end{bmatrix}}={\begin{bmatrix}a_{1}b_{1}&a_{1}b_{2}&a_{1}b_{3}\\a_{2}b_{1}&a_{2}b_{2}&a_{2}b_{3}\\a_{3}b_{1}&a_{3}b_{2}&a_{3}b_{3}\\\end{bmatrix}}\,,}
ta thấy đây là chuyển vị của ma trận tích khi b là vectơ cột và a là vectơ hàng,
{\displaystyle \mathbf {b} \otimes \mathbf {a} =\mathbf {b} ^{\mathrm {T} }\mathbf {a} ={\begin{bmatrix}b_{1}\\b_{2}\\b_{3}\end{bmatrix}}{\begin{bmatrix}a_{1}&a_{2}&a_{3}\end{bmatrix}}={\begin{bmatrix}b_{1}a_{1}&b_{1}a_{2}&b_{1}a_{3}\\b_{2}a_{1}&b_{2}a_{2}&b_{2}a_{3}\\b_{3}a_{1}&b_{3}a_{2}&b_{3}a_{3}\\\end{bmatrix}}\,.}